# Côtelette
« Côtelette » redirige ici. Pour les autres significations, voir Côtelette (homonymie).

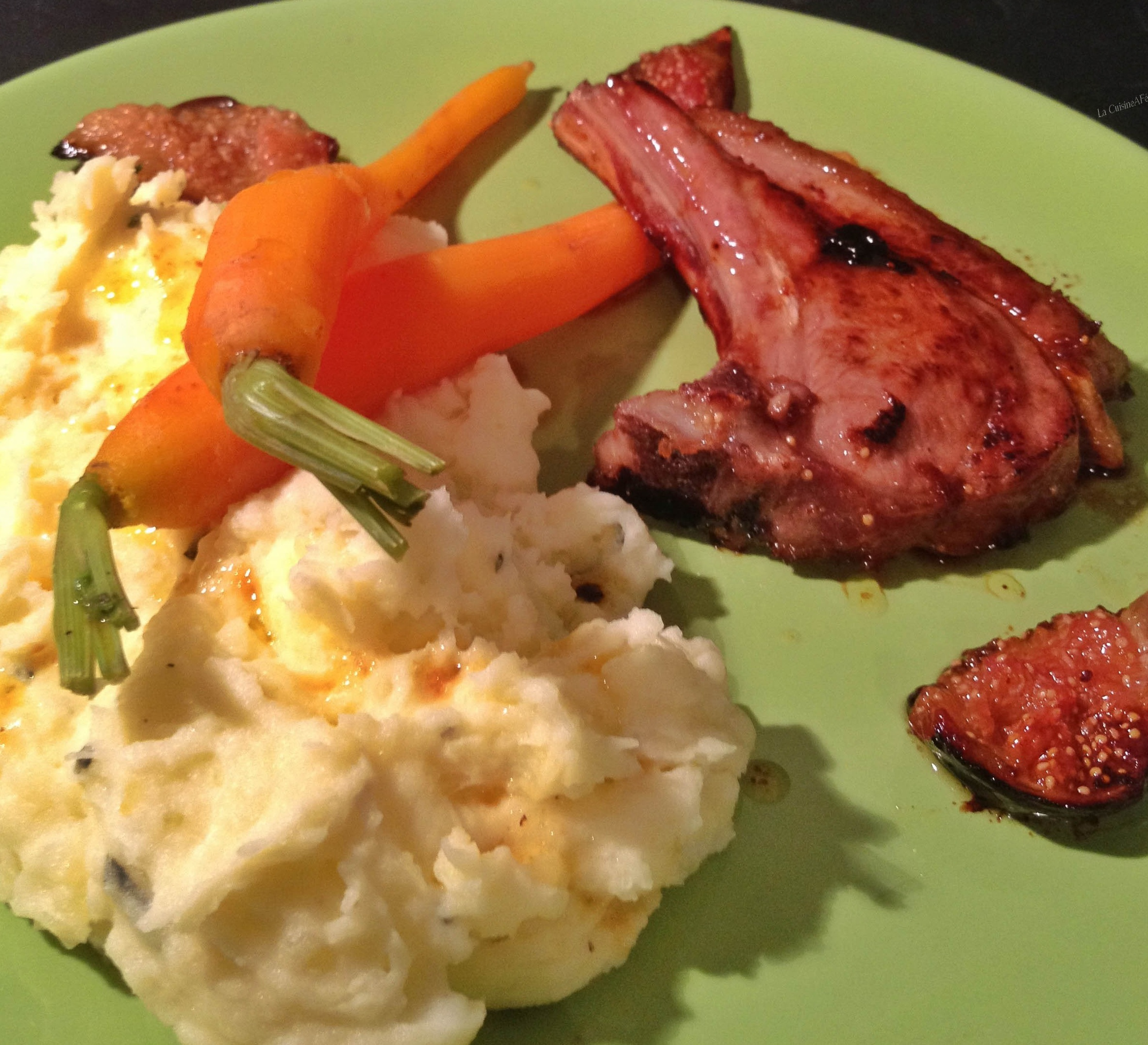
Côtelette d'agneau de Sisteron à la confiture de figues et écrasée de pommes de terre au basilic et aux truffes.

Une côtelette (diminutif de côte) est une côte de bœuf, veau, porc, mouton ou agneau, préparée de différentes façons pour la consommation alimentaire (panée ou non). Elle peut être poêlée, braisée ou grillée.
Le mot « côtelette » s'est par ailleurs répandu (sous forme déformée, et parfois par l'intermédiaire d'un premier emprunt), dans le langage culinaire de nombreux pays, où il désigne divers plats sans rapport obligatoire avec la côte d'un animal.

## Variantes

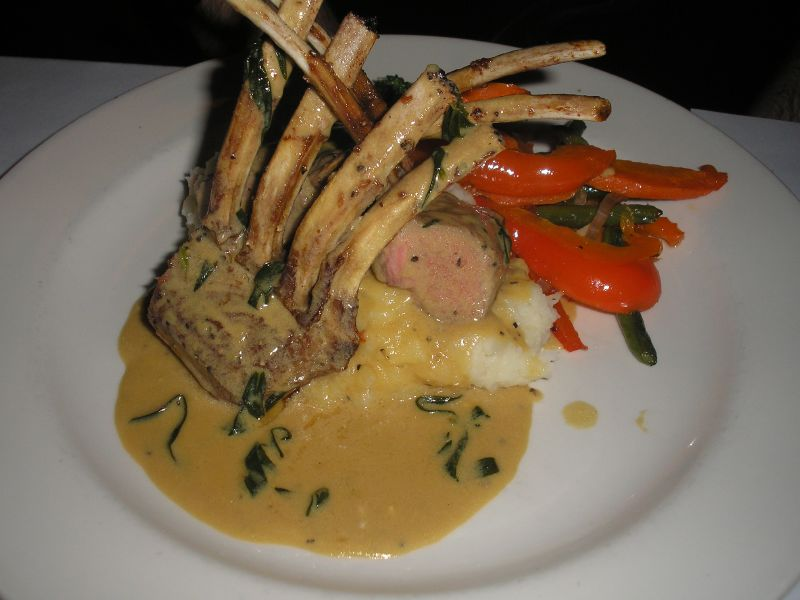
Côtelettes d'agneau.

### Fausse côtelette
Une fausse côtelette est une préparation en forme de côtelette. Urbain Dubois indique qu'on peut en faire en taillant des tranches au bout d'une selle de mouton ; Alexandre Dumas en fait à partir d'une poitrine d'agneau, en réservant et en taillant des os pour faire des manches aux côtelettes.
Les fausses côtelettes existent aussi dans la cuisine végétarienne, où on les présente parfois avec des os en porcelaine.

## Mots et plats dérivés dans les cuisines des pays non-francophones

### Cuisine allemande
Les côtelettes bouillies (Mainzer Rippchen) est un plat de la cuisine traditionnelle mayençaise, mais se dégustent aussi dans d'autres régions. Cuites avec de la viande de porc salée, les côtelettes sont généralement servies froides avec petits pains et salade de pommes de terre, mais aussi chaudes avec choucroute et purée.

### Cuisine italienne
Célèbre est la cotoletta alla milanese (escalope à la milanaise), une côtelette ou une escalope de veau panée frite dans du beurre. Une variante est l'orecchia d'elefante (littéralement « oreille d'éléphant »), appelée ainsi en raison de sa forme, et cuite avec un accompagnement de légumes (contorno). D'autres typologies de côtelette peuvent être alla bolognese (à la bolognaise), avec du jambon, alla valtellinese (à la façon de la Valteline), alla veneta (à la vénète), alla valdostana (à la valdôtaine) ou alla siciliana (à la sicilienne).

### Cuisine indienne
Le mot anglais cutlet peut désigner un mets indien, un petit pâté végétarien qui est frit. La diaspora indienne dans l'espace indo-océanique a introduit ce met dans diverses cuisines de la région, où il a évolué vers le catless.

### Cuisine japonaise

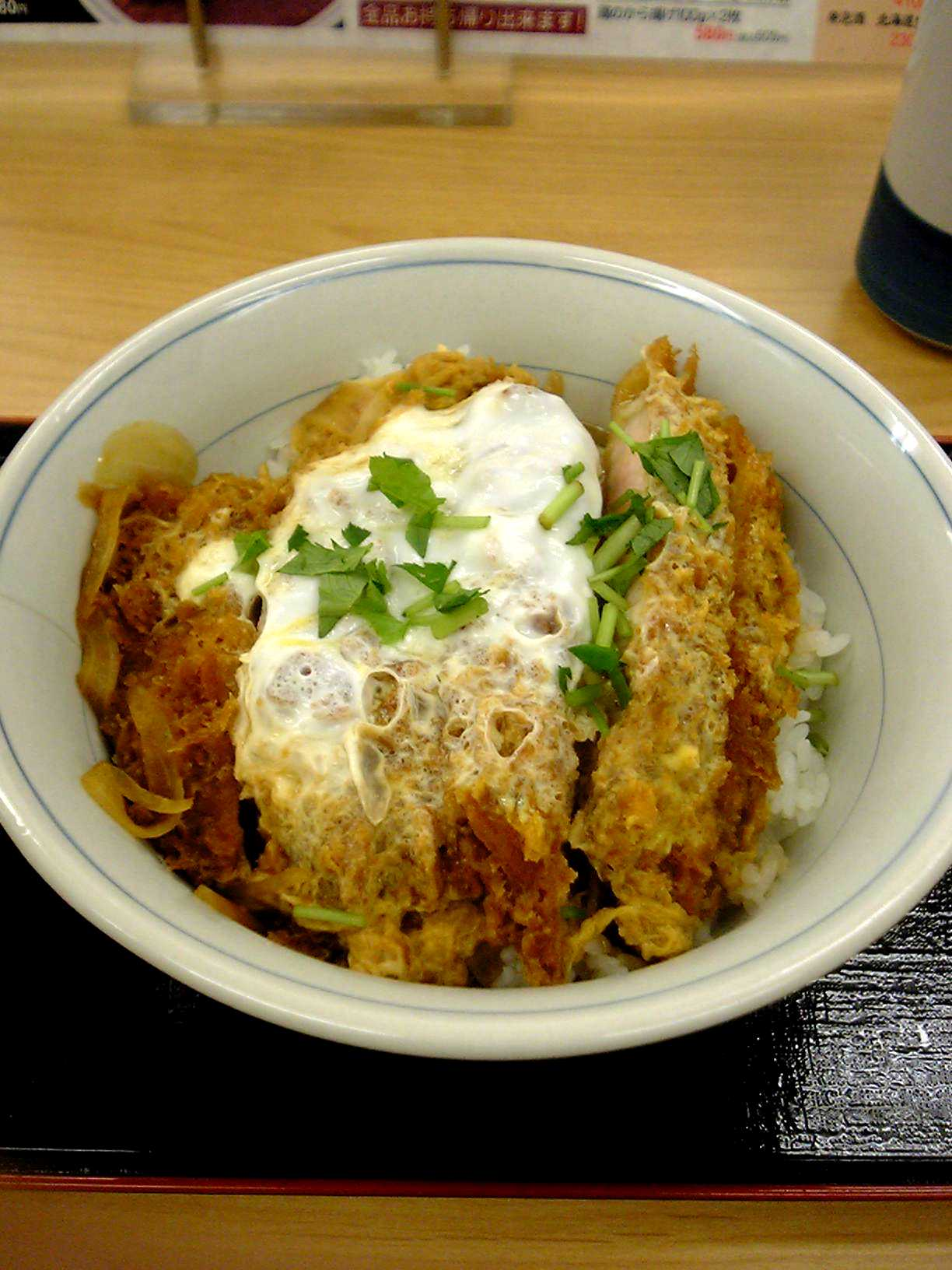
Katsu-don (katsu-donburi).

La côtelette ou l'escalope panées ont été introduites au Japon durant la période Meiji, dans un restaurant de cuisine occidentale, dans le quartier à la mode Ginza, de Tokyo. La prononciation japonaise de côtelette est katsuretsu.
Dans la cuisine japonaise, katsuretsu, ou son diminutif katsu, est actuellement le nom de la version japonaise du Wiener Schnitzel, une côtelette panée, ou escalope viennoise. Les plats avec katsu comprennent tonkatsu (katsu de porc) et katsudon. 

### Cuisine des pays de l'Est
Les kotleta (en russe : котлета) sont des boulettes de viande hachée, mélangée à d'autres ingrédients (pain, œuf, oignons, aromates), cuites à la poêle.

## Autres significations
En argot, une côtelette désigne un morceau de fromage ou un maigre repas, tandis que des « côtelettes d’Espagne » sont des grosses sardines salées et séchées, conservées en tonneau. « Avoir sa côtelette » signifie, pour les comédiens, recevoir de chaleureux applaudissements.
Les côtelettes désignent aussi des favoris en forme de côtelettes, qui vont s'élargissant vers le bas des joues.
Les Côtelettes est le nom d'une pièce de théâtre de Bertrand Blier, créée en 1997, qu'il a adaptée au cinéma en 2003, sous le titre Les Côtelettes.